# واهان، ارمنستان
واهان، ارمنستان (به ارمنی: Վահան) یک شهر در ارمنستان است که در استان گغارکونیک واقع شده‌است.  در  کیلومتری شمال گاوار، مرکز استان گغارکونیک واقع شده است.

## خصوصیات
واهان ۱٬۲۵۲ نفر جمعیت دارد و ۱٬۹۲۶ متر بالاتر از سطح دریا واقع شده‌است.  در  کیلومتری شمال گاوار، مرکز استان گغارکونیک واقع شده است.

## جاذبه‌های تاریخی

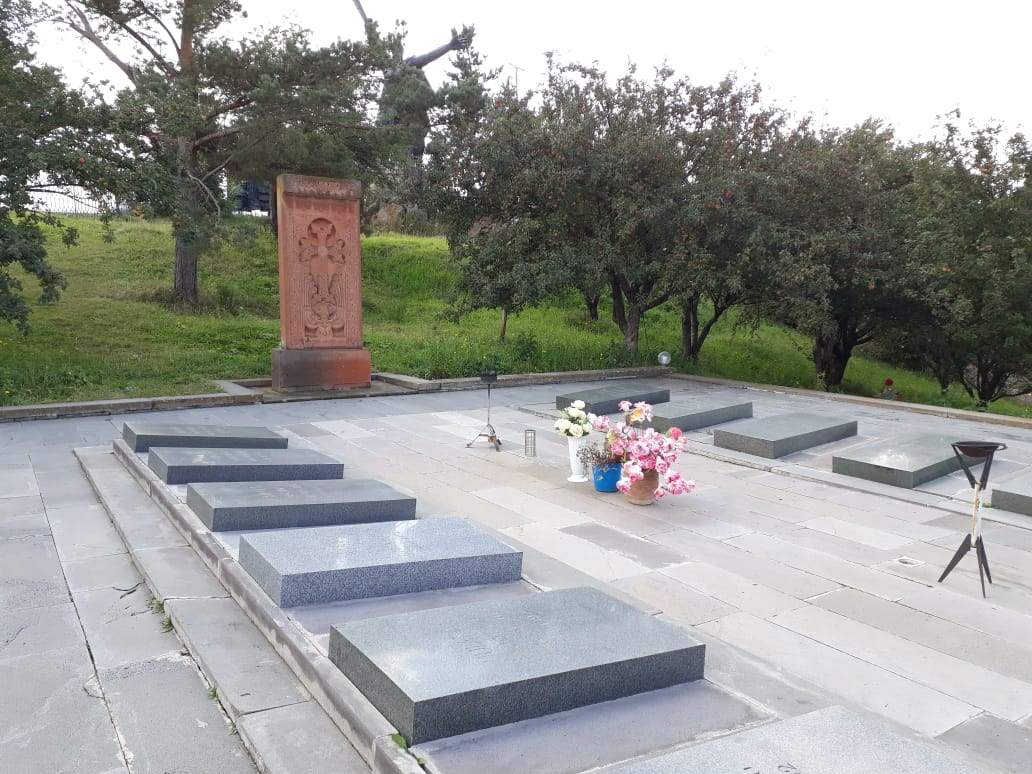
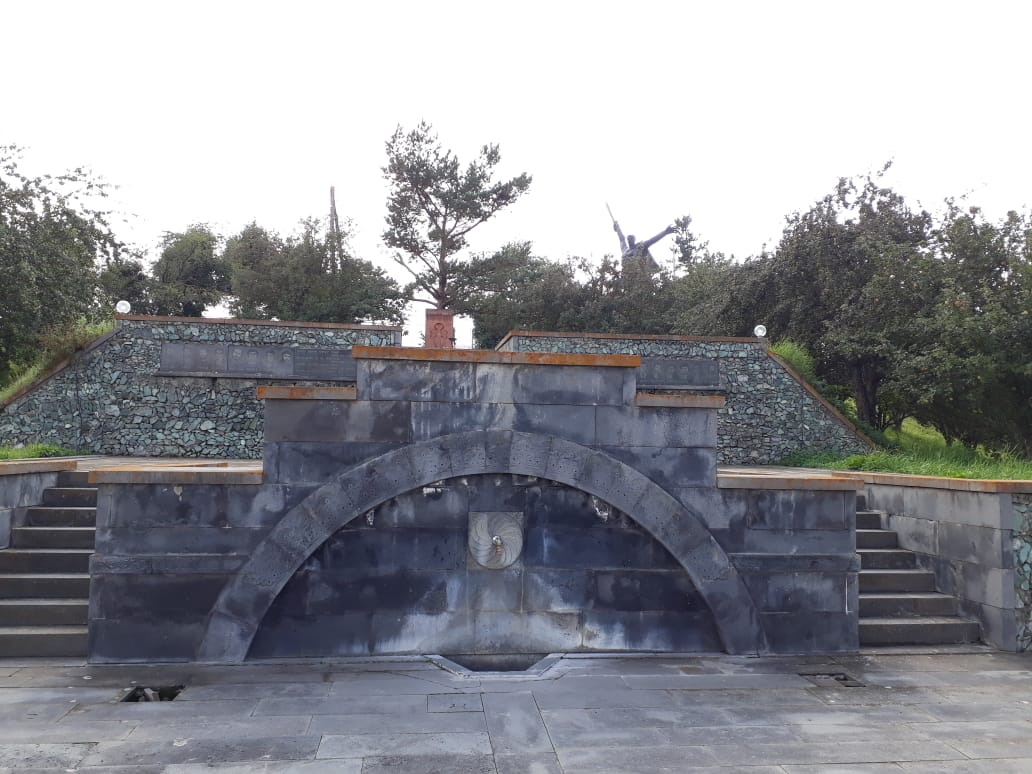